# Lypsimena brasiliensis
Lypsimena brasiliensis är en skalbaggsart som beskrevs av Aurivillius 1922. Lypsimena brasiliensis ingår i släktet Lypsimena och familjen långhorningar.
Artens utbredningsområde är:
- Paraguay.
- Uruguay.

Inga underarter finns listade i Catalogue of Life.